# The Day After Tomorrow (2004)
The Day After Tomorrow is een Amerikaanse sciencefiction-rampenfilm uit 2004 onder regie van Roland Emmerich. De film gaat over de wereldwijde opwarming – destijds al een bekend probleem – en de verreikende gevolgen daarvan voor de mensheid.
De film ging op 17 mei 2004 in première in Mexico-Stad. Hij bracht internationaal bijna 543 miljoen dollar op. 

## Verhaal
Weerdeskundige Jack Hall waarschuwt met weinig succes voor de invloed die de opwarming van de Aarde zal hebben op het klimaat: in een deel van de wereld zou het hierdoor – in plaats van warmer – juist extreem koud kunnen worden, door de stilvallende Golfstroom (die weer een gevolg is van het smelten van de poolkappen). Wanneer het noordelijk halfrond van de planeet (de film focust met name op de Verenigde Staten, Canada en Japan) daadwerkelijk getroffen wordt door een serie tornado's, overstromingen en plotseling extreem lage temperaturen, wordt Hall eindelijk serieus genomen. 
Het centrum van Los Angeles wordt door de tornado's verwoest. Terwijl het zuiden van de VS in allerijl wordt geëvacueerd, wordt de noorderlingen geadviseerd binnen te blijven en op het beste te hopen. Er komt een grote vluchtelingenstroom vanuit de VS naar Mexico op gang. De Amerikaanse vluchtelingen worden echter pas in het buurland toegelaten nadat de gehele buitenlandse schuld van Mexico door de VS is kwijtgescholden. Drie enorme polar lows (sneeuwcyclonen) vormen zich en zorgen dat het grootste deel van het noordelijk halfrond een flink pak sneeuw en extreem lage temperaturen te verwerken krijgt. De president van de Verenigde Staten en zijn mannen worden op het laatste moment geëvacueerd, maar komen tijdens het noodweer om het leven. 
Jack Halls zoon, Sam, studeert in Virginia en reist samen met zijn klasgenoten Laura Chapman en Brian Parks af naar New York. Hij raakt hier ingesloten als de storm een enorme vloedgolf veroorzaakt, die de stad voor een groot deel onder water zet. Door de extreem lage temperatuur verandert het deel van New York dat zich nog boven water bevindt (inclusief het Vrijheidsbeeld) vervolgens in een ijsvlakte. Hall besluit naar het noorden af te reizen om zijn zoon te vinden, die samen met enkele medestudenten gestrand is in de New York Public Library. Het oog van de storm trekt echter over de stad, met zulke lage temperaturen dat iedereen hierdoor in een paar seconden dreigt te bevriezen. Sam Hall en de anderen proberen zich tijdens de storm in de bibliotheek warm te houden door een deel van de boeken te verbranden zodat de open haard blijft branden. De Gutenbergbijbel moet echter koste wat kost behouden blijven, omdat dit als het oudste gedrukte boek ooit wordt gezien. Intussen worden Sam en Laura, terwijl ze samenzijn en elkaar moed inspreken, verliefd op elkaar.  Ten slotte worden San, Laura en de anderen net op tijd gered door Jack. 
Intussen wordt in het vluchtelingenkamp in Mexico aan de nieuwe president verteld dat er in New York toch nog overlevenden zijn gevonden, waarna deze de opdracht geeft om onmiddellijk naar andere overlevenden te zoeken. Hierna zien de astronauten van het internationaal ruimtestation ISS voor het eerst in een lange tijd het oppervlak van de aarde en verbazen ze zich over het feit dat, nu er geen vervuiling meer is, ze nog nooit zo'n heldere lucht hebben gezien. 
Op het laatst wordt er een close-up van de aarde gemaakt, waarop te zien is dat heel Europa en bijna heel Noord-Amerika (op een klein deel van de zuidelijke staten van de Verenigde Staten na) nu volledig bedekt is met ijs; er is op Aarde een nieuwe ijstijd aangebroken.

## Rolverdeling
| Acteur              | Personage              |
| ------------------- | ---------------------- |
| Dennis Quaid        | Jack Hall              |
| Jake Gyllenhaal     | Sam Hall               |
| Emmy Rossum         | Laura Chapman          |
| Ian Holm            | Professor Terry Rapson |
| Sela Ward           | Dr. Lucy Hall          |
| Christopher Britton | Vorsteen               |
| Arjay Smith         | Brian Parks            |
| Dash Mihok          | Jason Evans            |
| Jay O. Sanders      | † Frank Harris         |
| Sasha Roiz          | Parker                 |
| Austin Nichols      | J.D.                   |
| Adrian Lester       | Simon                  |
| Tamlyn Tomita       | Janet Tokada           |
| Glenn Plummer       | Luther                 |
| Perry King          | President Blake        |
| Kenneth Welsh       | Raymond Becker         |
| Amy Sloan           | Elsa                   |
| Sheila McCarthy     | Judith                 |
| Nestor Serrano      | Gomez                  |

## Wetenschappelijke onjuistheden
In het kader van de snelheid van het verhaal hebben de makers een aantal aspecten ingevoerd die niet plausibel of zelfs volledig onjuist zijn:
- De gigantische hagelstenen in Tokio zijn doorzichtig. Echte hagelstenen bestaan uit meerdere laagjes ijs en zijn daardoor ondoorzichtig;
- Het klimaat kan niet binnen een tijdsspanne van een paar dagen tot weken zo drastisch wijzigen;
- Cyclonen en polar lows ontstaan niet boven land;
- De 3 cyclonen of polar lows worden supercels genoemd, dit is de zwaarste categorie onweersbui. Echter zijn deze buien maar enkele honderden kilometers in doorsnee en niet zo groot als hele continenten ;
- Men kan niet binnen enkele seconden bevriezen;
- Dalende lucht kan – al komt deze uit de top van de troposfeer – niet zo extreem koud zijn. De toenemende druk doet de temperatuur juist stijgen.
- Als het heel koud wordt, barst glas. Dit gebeurt niet met sommige ruiten in de film.

## Trivia
De film is geparodieerd in een aflevering van de animatieserie South Park, Two Days Before the Day After Tomorrow.